# Europese achtarm
De Europese achtarm (Octopus vulgaris), ook wel kraak of gewone octopus genoemd, is een inktvis zonder (inwendig) skelet. Vermoedelijk bestaat deze soort uit een aantal sterk verwante zustersoorten, die moeilijk van elkaar te onderscheiden zijn. Taxonomen zijn het er echter nog niet over eens hoe de soort precies kan worden opgesplitst.

## Kenmerken

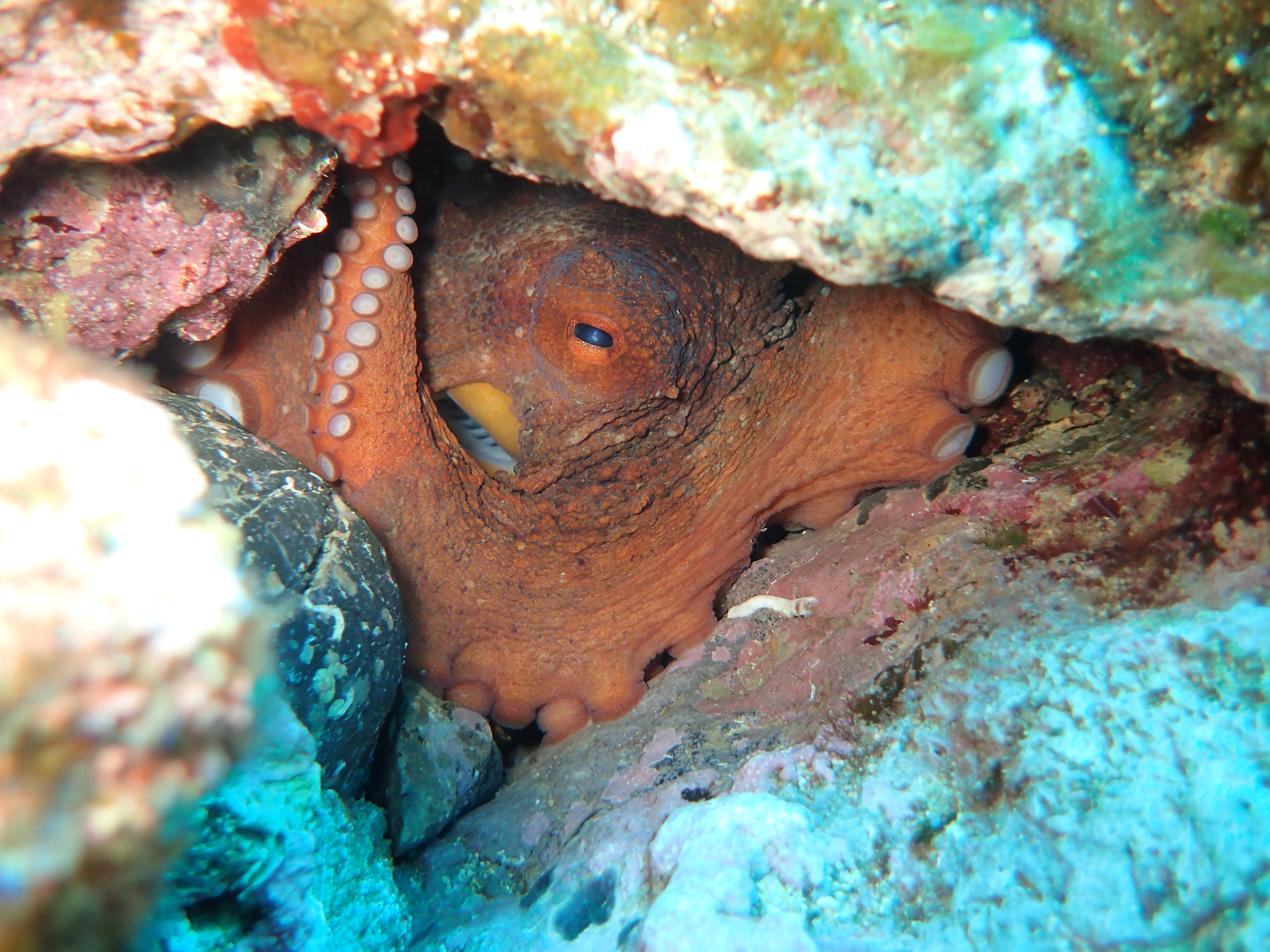
Achtarm in octopusburcht

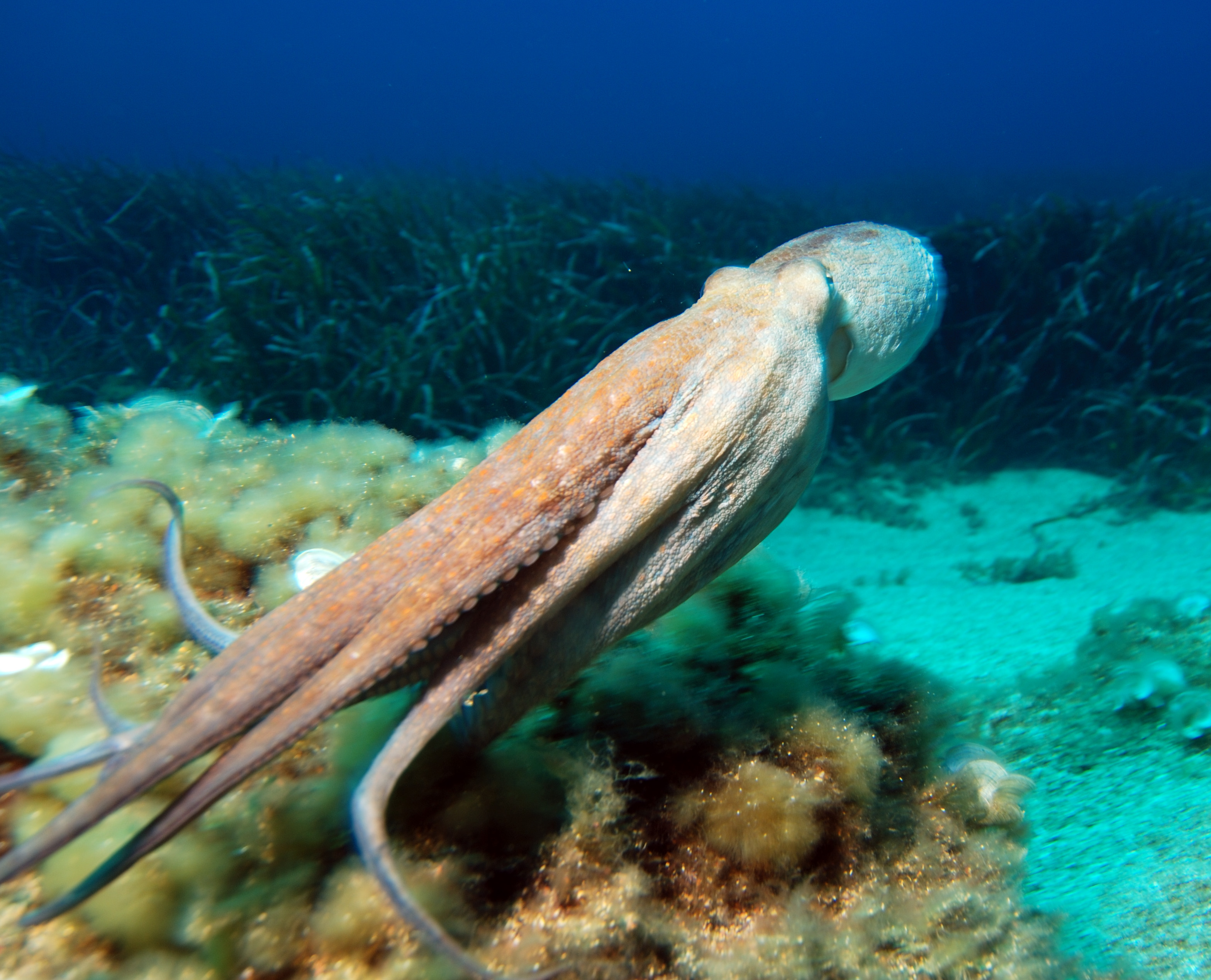
Zwemmende achtarm

Opvallend is de grote kop met de hoogontwikkelde, spleetvormige ogen. Ze hebben een rond, zakvormig lichaam. Ze missen de twee lange vangtentakels en elk spoor van een inwendige schelp. De lange armen zijn bezet met twee rijen zuignappen.

## Leefwijze
De Europese achtarm leeft solitair en komt voor op (rotsige) koraalriffen, op zandbodems of op zeegrasvelden tot op diepten van 100 meter (mogelijk zelfs tot 300 meter diepte bij een bepaalde zustersoort). Het dier jaagt vooral 's nachts en leeft van voornamelijk schaaldieren zoals krabben, maar ook tweekleppigen, slakken en vissen. Hij 'kraakt' zijn prooi met zijn harde kaken. Daarna spuit hij er verteringssappen in via de speekselklieren in zijn lichaam. Na enige tijd zuigt hij de halfverteerde inhoud op. Zelf vormt hij een prooi voor talloze dieren, waaronder zeebaarzen en murenen. Zijn schuilplaats, soms 'octopusburcht' genoemd, is vaak omgeven met stenen en schelpen, die het dier zelf bij elkaar zoekt. Het dier kan zich snel verplaatsen door water uit een pijpvormig orgaan (de sifon) te pompen. Bij dreigend gevaar ledigt hij zijn inktzak, mogelijk om achtervolgers in de war te brengen.

## Verspreiding en leefgebied
De achtarm komt voor in de Grote Oceaan, de Indische Oceaan en in de Atlantische Oceaan. De grootte van de achtarm varieert van potentiële zustersoort tot zustersoort. De zustersoort die ook in de Noordzee voorkomt kan een lichaam hebben van 25 centimeter grootte en armen tot 1 meter lang, en is daarmee de grootste.

## Voortplanting
Het vrouwtje zet haar eitjes af in lange, geleiachtige rijen in grotten en spleten en bewaakt ze ook. Ze voorziet het legsel van vers water via haar bek, reinigt en streelt ze en past op de pasgeboren jongen voor ten minste een maand.

## Camouflage
Het dier kan zijn kleur en huid aanpassen aan de kleur en vorm van de achtergrond, teneinde niet op te vallen. De kleurverandering heeft vermoedelijk ook een functie als communicatiemiddel met soortgenoten.